# Courgeon
Courgeon is een gemeente in het Franse departement Orne (regio Normandië) en telt 307 inwoners (1999). De plaats maakt deel uit van het arrondissement Mortagne-au-Perche.

## Geografie
De oppervlakte van Courgeon bedraagt 10,6 km², de bevolkingsdichtheid is 29,0 inwoners per km².
De onderstaande kaart toont de ligging van Courgeon met de belangrijkste infrastructuur en aangrenzende gemeenten.

## Demografie
Onderstaande figuur toont het verloop van het inwonertal (bron: INSEE-tellingen).